# Loculusgrab

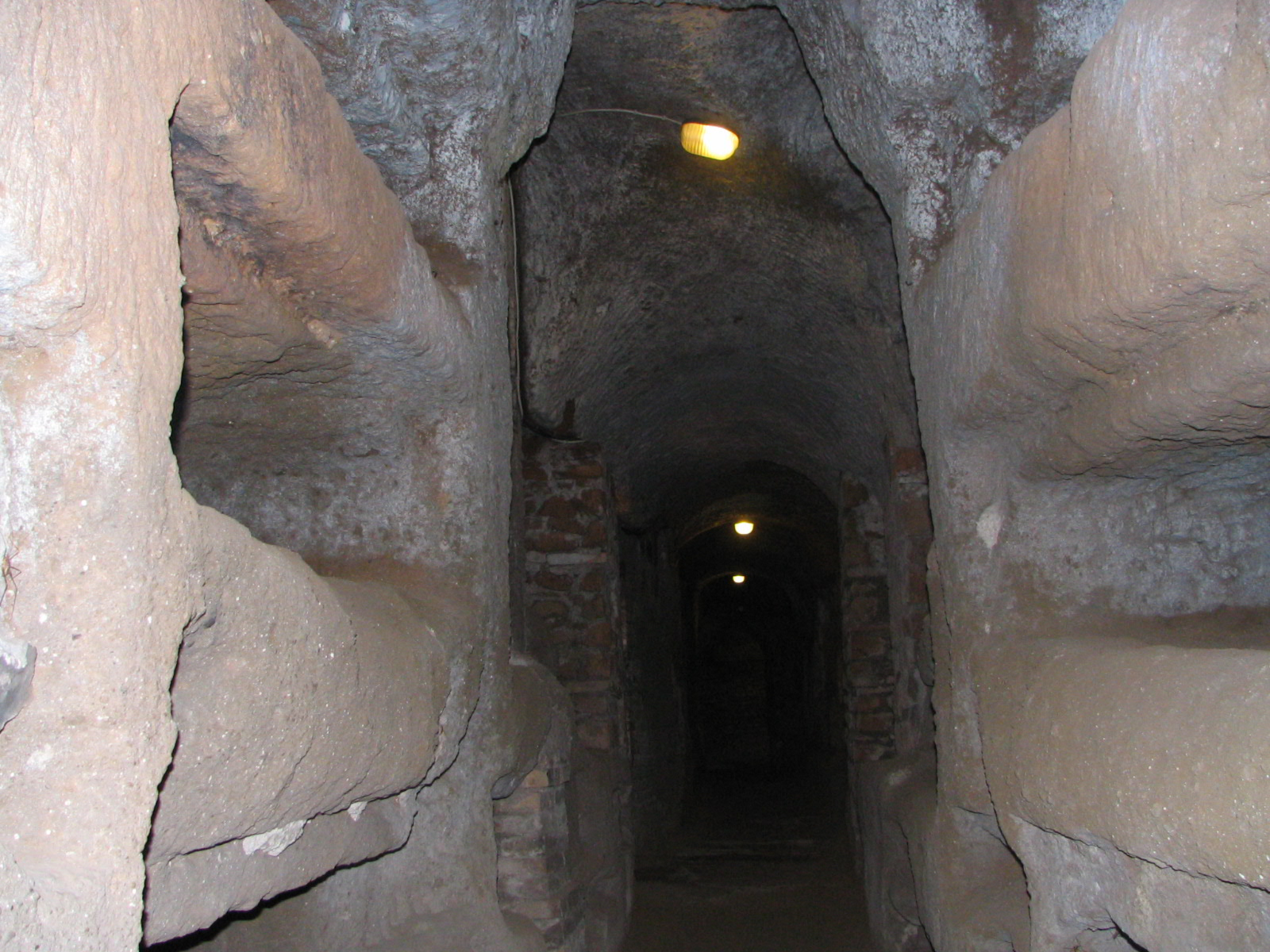
Gang mit Loculusgräbern in der Calixtus-Katakombe in Rom.

Das Loculusgrab ist eine in Katakomben besonders häufige Bestattungsform.
Die Wände der Katakomben bestehen meist aus weichem Gestein, in Rom beispielsweise aus Tuff. In diesen Wänden konnten zahlreiche Körpergräber in Nischen (Loculi) übereinander angebracht werden. Auf diese Weise finden zahlreiche Bestattungen auf relativ kleinem Raum Platz. Vielfach sind noch Verschlussplatten (oder Spuren solcher Loculusverschlüsse) nachweisbar, mit denen die Bestattungen zu den Gängen hin abgeschlossen worden sind.